# Tomkowice

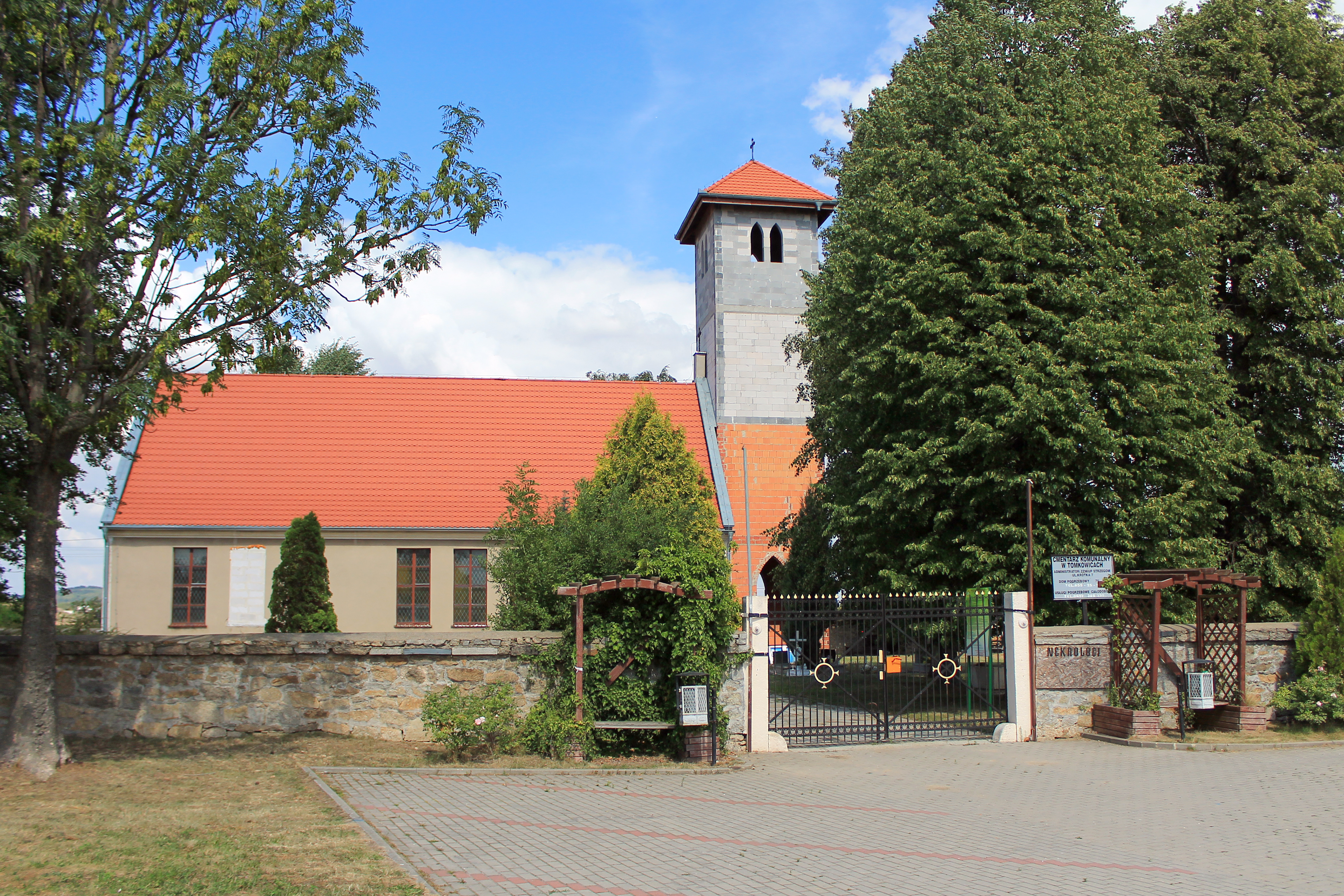
Kościół katolicki w Tomkowicach

Tomkowice (niem. Thomaswaldau) – wieś w Polsce położona w województwie dolnośląskim, w powiecie świdnickim, w gminie Strzegom.

## Podział administracyjny
W latach 1975–1998 miejscowość administracyjnie należała do województwa wałbrzyskiego.